# Dubowa (rejon żmeryński)
Dubowa (ukr. Дубова) – wieś na Ukrainie, położona w rejonie żmeryńskim, obwodu winnickiego. Wieś liczy 643 mieszkańców.

## Historia
Pod koniec XIX w. według Słownika geograficznego Królestwa Polskiego i innych krajów słowiańskich: wieś w powiecie lityńskim, w parafii Meżyrów.